# Aleksiej Sotnikow
Aleksiej Andriejewicz Sotnikow, ros. Алексей Андреевич Сотников – rosyjski piłkarz i trener piłkarski.

## Kariera piłkarska

### Kariera klubowa
W latach 20-30. XX wieku bronił barw reprezentacji Stalingradu, w składzie której w 1934 zdobył złote medale Spartakiady Nadwołżańskiej. Występował w drużynie STZ Stalingrad.

## Kariera trenerska
Po zakończeniu kariery piłkarskiej rozpoczął pracę szkoleniowca. Od 1937 do 1938 prowadził Krylja Sowietow Moskwa. Po zakończeniu II wojny światowej pomagał trenować w 1946 WMS Moskwa i MWO Moskwa. Potem pracował z zespołem Traktor Stalingrad. W 1949 pomagał Nikołajowi Bastianu trenować Trudowi Rezerwy Woroszyłowgrad.